# Musée national de la culture musicale d'Azerbaïdjan
Le musée national de la culture musicale d'Azerbaïdjan a été ouvert en 1967, à Bakou. Le but du musée est la collecte, le stockage, la recherche et la vulgarisation de matériaux liés à l'histoire musicale de l'Azerbaïdjan.

## Expositions
Le musée possède une collection de plus de 20 000 objets. Parmi ces expositions figurent des instruments de musique tels que le tar, le kamantcha, le saz, le qaval, le qochanaghara, le zurna et le ney, et sont des instruments rares, notamment l'asa-tar et l'asa-saz. La collection comprend également des gramophones, des gramophones portables et des disques de gramophone, et des archives de chanteurs d'opéra tels que H. Sarabski, F. Mukhtarov, M. Bagirov et d'autres sont inclus dans ce musée. En outre, la collection contient des manuscrits musicaux, des effets personnels, des disques, des affiches, des programmes, des photos, des œuvres d'arts visuels, des notes et des livres. Le musée gère également la Maison-Musée de Niyazi.